# Ben 10: Omniverse
Ben 10: Omniverse – amerykański serial animowany produkcji Cartoon Network Studios, sequel serialu Ben 10: Ultimate Alien. Jego premiera w Ameryce odbyła się 22 września 2012 roku, natomiast w Polsce 26 września 2012 roku. Serial został zapowiedziany na Cartoon Network's Upfront 2011.

## Fabuła
Serial opowiada o 16-letnim Benie Tennysonie, właścicielu Omnitrixa – urządzenia podobnego do zegarka, który pozwala mu zmieniać się w kosmitów. Po ostatniej akcji z Zombozzo zespół Bena się rozpada, jako że Gwen jedzie do college'u, a Kevin wraz z nią. Ben zaczyna działać sam, lecz potem Max Tennyson znajduje mu nowego partnera – kosmitę gatunku Revonnahganderów, Rooka. Podczas misji zwiadowczej w tajemniczym mieście kosmitów Ben znajduje też wrogów z przeszłości, którzy chcą rewanżu z nim. Co gorsza, na trop Bena wpada łowca Khyber, którego zwierzę za sprawą Nemetrixa potrafi się zmieniać w drapieżnicze stwory. Seria sięga też o fragmenty, w których występuje młodsza wersja Bena.

## Postacie

### Bohaterowie
- Benjamin "Ben" Kirby Tennyson – główna postać i protagonista serii. 16-letni chłopak i właściciel Omnitrixa, urządzenia, które ma możliwość transformacji Bena w różnych kosmitów.
- Rook Blonko – Revonnahgander i nowy partner Bena. Okazuje respekt i szacunek Benowi, mówiąc do niego "sir". W przeciwieństwie do Bena, Rook jest bardziej stoicki i woli najpierw pomyśleć, a potem działać. Jest mistrzem strategii i posiada akrobatyczne zdolności. Jego główną bronią jest Proto-Sprzęt.
- Maxwell "Max" Tennyson – dziadek Bena. Po wydarzeniach z Dagonem został Specjalistą Hydraulików na Ziemi.
- Gwendolyn "Gwen" Tennyson – kuzynka Bena. Po wydarzeniach z Dagonem, zdaje maturę w wieku 16 lat i wyjeżdża na studia.
- Kevin Ethan Levin – przyjaciel Bena i chłopak Gwen. Wyjeżdża do miasta, w którym Gwen rozpoczyna studia, znalazł tam mieszkanie i pracę.

### Wrogowie
- Khyber – nowy antagonista serii. Kosmita nieznanego gatunku, zyskał reputację łowcy w wyniku czego ma przydomek "Łowca Khyber". Oprócz posiadania swojego zwierza, ma też urządzenie rodzaju Omnitrixa, Nemetrix.
- Zwierzę Khybera – Jak sama nazwa wskazuje, jest zwierzęciem Khybera gatunku Anubianski Baskurr. Ma czerwoną obrożę, na której ma Nemetrix. Dzięki niemu potrafi się przemienić w drapieżniki niebezpiecznego rodzaju. Gdy Khyber go zostawił, wziął go Kevin.
- Piącha – przywódca grupy. Zbudował tajną fabrykę elektryczności wykorzystując do tego Megawaty. Posiada Zbroję z 12 poziomu. Został pokonany przez Gravattacka.
- Zombozo – pojawia się na krótko w odcinku "Wiele Zmian: część 1" tam kradnie słoik z mózgiem w środku, ale niestety został szybko złapany przez Kevina, Gwen i Bena.
- Malware – jest głównym rywalem Bena 11-letniego. Jest chory psychicznie i za wszelką cenę chce zdobyć Omnitrix.
- Liam – jest wielkim kosmicznym kogutem. Razem z Fistiną i Bubbletem Helmem rabuje sklepy w Belwood.
- Fistina – jest kosmitką gatunku Acrosian. Jest współpracowniczką Bubble Helmeta.
- Bubble Helmet – lider swojej ekipy. Posiada różne bronie.

## Nowi Kosmici
- Feedback – kosmita elektryczny. Potrafi razić prądem i absorbować całą energię z przeciwnika.
- Bloxx – klockopodobny kosmita. Potrafi się rozciągać, wyginać i kurczyć.
- Gravattack – tak naprawdę to mała planeta. Potrafi sprawić, że przeciwnik będzie lekki jak piórko lub będzie ważył 100 ton. Bez problemu potrafi zamknąć przeciwnika w orbitalnej pułapce.
- Crashhopper – skaczący kosmita podobny do pasikonika.
- Rochatynik – kosmiczny żuk, który może pluć wybuchowymi kulkami.
- Nogopstrąg – kosmita podobny do ryby. Jego jedyną mocą jest śliskie ciało i możliwość oddychania pod wodą.
- Chochlik – skrzato-podobny kosmita. Potrafi latać, usypiać oraz manipulować snami.
- Kretowąs – kretopodobny kosmita z wąsami. Przy pomocy swoich elastycznych wąsów może nimi oplatać innych.
- Najgorszy – mały gruby kosmita w majtkach, którego jedyną mocą jest zwiększona wytrzymałość.
- Megaszpon – kosmiczny kogut z naprawdę mocnym kopniakiem i silnymi pazurami.
- Toepick – ogropodobny kosmita zakrywający głowę metalowym "kaskiem". Jeśli go otworzy, pokaże kto tu tak naprawdę jest straszny.
- Astrodaktyl – latający kosmita podobny do pterodaktyla i nietoperza.
- Bykżab – drugi kosmita odblokowany przez Azmutha i użyty przez Bena by zinfiltrował flotę wojenną Incursian.
- Atomix – to trzeci kosmita odblokowany przez Azmutha. To kosmita, który potrafi wywołać potężny wybuch atomowy.
- Gazior – to gruby obcy. Na brzuchu widać gazy ukryte w środku. Potrafi wydzielać gazy: – zapomnienia, – uśpienia, – rozweselania i łzawienia.
- Fangampir – kosmita wampir, wraz z Lordem Transylem, jedyny przedstawiciel gatunku Vladat. Może między innymi: latać, wysysać energię życiową, kontrolować innych oraz zmieniać formę w małego nietoperza.

## Kosmici Nemetrixa
- Crabdozer
- Buglizard
- Grzmotorobak
- Mucilator
- Terroranchula
- Trwogonoga
- Hypnotick
- Wszystkożarłacz
- Dziobotopus
- Panucian

## Oryginalny dubbing
- Greg Cipes – Kevin Levin
- Ashley Johnson – Gwen Tennyson
- Yuri Lowenthal – Ben Tennyson (16 letni)
- Vyvan Pham – Julie Yamamoto
- Tara Strong – Ben Tennyson (11 letni)

## Wersja polska
Wersja polska: Master Film
Reżyseria:
- Elżbieta Jeżewska (odc. 1-5),
- Ilona Kuśmierska (odc. 6-30),
- Agata Gawrońska-Bauman (odc. 31-40),
- Małgorzata Boratyńska (odc. 41-50, 53-62),
- Dariusz Dunowski (odc. 51-52, 63-80)

Dialogi: Kamila Klimas-Przybysz
Dźwięk:
- Mateusz Michniewicz (odc. 1-70),
- Aneta Michalczyk-Falana (odc. 71-80)

Montaż: Paweł Siwiec
Kierownictwo produkcji: Katarzyna Fijałkowska
Wystąpili:
- Kajetan Lewandowski –
  - Ben Tennyson,
  - Klon (odc. 26),
  - Upgrade (odc. 36, 71, 76),
  - Albedo (odc. 37-39),
  - Fantom (odc. 51, 63, 77, 80),
  - Zły Ben (odc. 51-52),
  - Nega Ben (odc. 51-52),
  - Wściekły Ben (odc. 51-52, 69-70),
  - Obcy X (odc. 58),
  - Snare-oh (odc. 74),
  - Chromaton (odc. 80)
- Beniamin Lewandowski –
  - 10-letni Ben Tennyson,
  - 10-letni Albedo (odc. 39),
  - Ben 23 (odc. 51-52, 69-70),
  - 5-letni Ben (odc. 64)
- Michał Podsiadło –
  - Rook Blonko,
  - Benzarro (odc. 51-52)
- Miłogost Reczek –
  - Dziadek Max,
  - Waybig (odc. 14),
  - Imperator Milleous (odc. 18, 25, 29-30)
- Sławomir Holland –
  - Diamentogłowy (odc. 4, 6, 10, 26-27, 33, 38),
  - Pan Bauman (odc. 1, 20, 24, 53, 58, 64, 71),
  - Piącha (odc. 3),
  - Kablo Mocny (odc. 5, 37, 50, 66),
  - Phil (odc. 55, 60)
- Joanna Pach-Żbikowska –
  - Gwen Tennyson (odc. 1, 4, 9, 12, 15, 22-23, 26, 30, 33, 35, 39, 42, 51-52, 59-60, 63, 71, 75, 79),
  - Kineceleranka #1 (odc. 8),
  - Madison (odc. 9),
  - 5-letni Ben (odc. 41),
  - Izoskalia Prawotrójkątna (odc. 68),
  - Nemuina (odc. 78)
- Waldemar Barwiński –
  - Feedback (odc. 1, 3-4, 12, 19, 22-23),
  - Mucha (odc. 11-12),
  - Psyphon (odc. 2, 13, 20, 35, 43, 54),
  - Blarney T. Duchsztapler (odc. 5, 19, 52),
  - Ziąb (odc. 15),
  - Hervé (odc. 21),
  - kosmita – przewodnik (odc. 34),
  - Pajęczarz (odc. 54)
- Jacek Król –
  - Czteroręki (odc. 1, 4, 9, 14, 24),
  - Kulopłot (odc. 1, 4, 25),
  - Terrawiatr (odc. 2, 9),
  - Armo Wiertło,
  - Szukacz (odc. 5),
  - Gar (odc. 9),
  - Liam (odc. 13),
  - Porucznik Rana (odc. 18),
  - sierżant Żeliwny (odc. 18),
  - Tetrax (odc. 19)
- Grzegorz Kwiecień –
  - Polarny (odc. 1),
  - Bloxx (odc. 1, 3, 5, 9, 16-17, 21, 27, 29, 32, 39, 46, 58, 62, 70),
  - Energ,
  - Shockaquatch,
  - Gravattack,
  - jeden z Galwanian (odc. 4),
  - ojciec Madison (odc. 9),
  - jeden z piratów (odc. 10),
  - Ładniutki Wredziak (odc. 32),
  - Mistrz Broni z Techadona (odc. 37),
  - Albedo – Gravattack (odc. 39),
  - Albedo – Ostateczny Gravattack (odc. 39),
  - Drągal (odc. 41),
  - Helena Xagliv (odc. 42, 63, 75),
  - Zed (odc. 42),
  - Wes Green (odc. 44),
  - Lord Tranzyl (odc. 48),
  - Kane North / Kangurzy Komandos (odc. 53),
  - Toby Monitor (odc. 62),
  - Terrawiatr (odc. 62),
  - Upgrade (odc. 67, 70),
  - Centur Squaar (odc. 68),
  - Maltruant (odc. 69, 79-80),
  - Skurd Ślimobiot (odc. 72-80)
- Jarosław Domin –
  - Pakmar (odc. 1, 11, 20, 22-23, 26, 43, 49-50, 53, 69-70),
  - Albedo (odc. 4),
  - Pax (odc. 5, 27),
  - Statek (odc. 21),
  - Cykor (odc. 46-48),
  - Driba (odc. 55-57, 61-62, 66-67, 72, 76-77)
- Stefan Knothe –
  - Azmuth,
  - Argost (odc. 24),
  - Will Moralista (odc. 34, 53, 69, 79),
  - Jerry (odc. 76)
- Maciej Marczewski – Malware (odc. 4, 11-13, 15, 22-23)
- Cezary Kwieciński –
  - Echo Echo,
  - Crashhopper (odc. 6-12, 17, 29, 35, 38),
  - szeregowy Zieleniak (odc. 18),
  - Tummyhead (odc. 34),
  - Sir Morton (odc. 34),
  - Albedo – Ostateczny Pajęczarz (odc. 38),
  - Astrodaktyl (odc. 51),
  - Kulopłot (odc. 52-53, 57, 64, 69),
  - Chadzmuth (odc. 58),
  - Manny Armstrong (odc. 59-60),
  - Gravattack (odc. 70)
- Janusz Wituch –
  - Doktor Animo (odc. 6, 24, 33, 45, 79),
  - jeden z Kraahinów (odc. 8),
  - Szybcior (w jednej scenie odc. 9),
  - Plazma (odc. 14),
  - Fistrick (odc. 17, 57-58, 66),
  - Dzikie Pnącze (odc. 26, 66),
  - Pułkownik Hulex (odc. 31),
  - Ditto (odc. 32, 38),
  - Polarny (odc. 34),
  - Astrodaktyl (odc. 35, 38, 61),
  - Otto (odc. 36),
  - Albedo – Szara Materia (odc. 37),
  - kosmita – sprzedawca (odc. 38),
  - Pyxi (odc. 46),
  - Fangampir (odc. 48, 56, 77, 79),
  - Imperator Milleous (odc. 49),
  - Pajęczarz (odc. 51),
  - Inferno (odc. 52, 72),
  - Bezel (odc. 75)
- Sławomir Pacek –
  - Ośmiokąt Wredziak (odc. 7, 32, 68),
  - Profesor Paradox (odc. 26, 51-52, 73-74, 80),
  - Vulkanus (odc. 64),
  - Contemelia (odc. 80)
- Artur Pontek –
  - Prostokąt Wredziak (odc. 7, 68),
  - chłopak z koktajlem (odc. 14),
  - chłopiec #2 (odc. 15),
  - Liam (odc. 57, 61, 66-67)
- Przemysław Wyszyński –
  - Argit (odc. 7, 9, 30, 36-37, 54, 59-60, 67, 79),
  - Szara Materia (odc. 12),
  - sprzedawca koktajli (odc. 14),
  - chłopiec #1 (odc. 15),
  - Ben 23 (odc. 19),
  - Cykor (odc. 25),
  - Kacz (odc. 27),
  - Astrodaktyl (odc. 28-29),
  - jeden z Inkurzjan (odc. 29),
  - Prostokąt Wredziak (odc. 32),
  - Dummyhead (odc. 34),
  - Liam (odc. 35),
  - Simian (odc. 50, 67)
- Julia Kołakowska-Bytner –
  - Ester (odc. 8, 21),
  - Mazuma (odc. 16, 53),
  - Rayona (odc. 17, 78),
  - Nyancy Chan (odc. 18),
  - Julia Yamamoto (odc. 21),
  - Błotna Lucy (odc. 35, 71),
  - Chochlik (odc. 39),
  - Molly Gunther (odc. 39),
  - Kai Green (odc. 44, 65, 74, 78-79),
  - Attea (odc. 49)
- Paweł Szczesny –
  - Belicus (odc. 7),
  - Seebik (odc. 8, 20),
  - Porucznik Kuchmistrz (odc. 18),
  - Zombozo (odc. 20)
- Mikołaj Klimek –
  - Gniew (odc. 6, 9-10, 12, 41, 49, 70, 74),
  - Orzuk,
  - policjant (odc. 8, 19),
  - Grzmotowieprz (odc. 20, 54, 56, 61),
  - Waybig (odc. 20),
  - Eye Guy (Gała) (odc. 27, 33, 35, 37-38, 41-42, 52, 58, 60, 63-64, 70-71),
  - jeden z Inkurzjan (odc. 29),
  - strażak (odc. 30),
  - Mściwy (odc. 31, 57),
  - Kulopłot (odc. 38-39),
  - Atomix (odc. 39),
  - Benvicktor / Frankenszał (odc. 40-41, 51-52, 54, 67),
  - profesor Hex (odc. 63, 75),
  - Sumongozaur (odc. 67),
  - Armo Wiertło (odc. 69),
  - Bryk (odc. 76),
  - Humungoopsaur (odc. 79)
- Zbigniew Kozłowski –
  - Wodny Nahaj,
  - Amfibian,
  - Kevin Levin (odc. 1, 9, 23, 30, 36, 39, 42, 55, 59-60, 63, 71, 75, 79),
  - Driba (odc. 4, 13-14, 16, 19, 23, 26-27, 29-31, 33, 37, 40-41),
  - Klon (odc. 38),
  - Snare-oh (odc. 43),
  - Chrono Wkrętak (odc. 45, 54, 65),
  - Kuphulu (odc. 46),
  - Omnitrix (odc. 48),
  - Arktiguana (odc. 50),
  - Blukic (odc. 55-57, 61-62, 66-67, 72, 76-77, 79)
- Agnieszka Kunikowska –
  - Serena (odc. 7),
  - Księżniczka Looma (odc. 9, 21, 49),
  - Attea (odc. 18, 25, 28-30)
- Mirosław Wieprzewski –
  - Lackno (odc. 8),
  - wędkarz (odc. 10),
  - Tata Wredziak (odc. 68)
- Łukasz Talik –
  - Specjalista Patelliday (odc. 10, 32, 35, 38, 45, 55, 58, 60-62, 68, 72, 76),
  - Feedback (odc. 24, 38, 40, 66, 68, 73, 78, 80),
  - Specjalista Arnux (odc. 27),
  - jeden z Inkurzjan (odc. 27, 30),
  - Dzikie Pnącze (odc. 33, 46),
  - Darkstar (odc. 42),
  - Szlamfajer (odc. 47),
  - Omnitrix (odc. 48),
  - Deefus Veeblepister (odc. 50),
  - Jerry (odc. 61, 72),
  - Corvo (odc. 66)
- Adam Bauman –
  - Kapitan Kork (odc. 10),
  - Rook Da (odc. 17, 28, 62),
  - Bykżab (odc. 30),
  - Mazgaj (odc. 31),
  - turysta (odc. 34),
  - Gar (odc. 36),
  - Khyber (odc. 37-39, 72),
  - Phil (odc. 40)
- Andrzej Blumenfeld –
  - Khyber (odc. 1-2, 4, 6, 11-13, 15, 22),
  - Zębal (odc. 10)
- Jarosław Boberek – Doktor Psychobos (odc. 11, 13, 22, 28-29, 69-70)
- Karol Wróblewski –
  - Gigantozaur (odc. 12-16, 22-23),
  - Ziąb (odc. 20, 22, 26, 29)
- Andrzej Chudy –
  - Trombipulor (odc. 14),
  - Eon (odc. 26, 51-52, 73, 79),
  - Szeryf Wat-Senn (odc. 28),
  - Doktor Joseph Chadwick (odc. 34, 44),
  - Gorvan (odc. 35),
  - Bykżab (odc. 43),
  - Kundo (odc. 76),
  - Kretowąs (odc. 80)
- Tomasz Gęsikowski –
  - Inferno,
  - Blukic (odc. 4, 13-14, 16, 19, 23, 26-27, 29-31, 33, 37, 40-41),
  - Sir Morton (odc. 44)
- Agata Gawrońska-Bauman –
  - komputer pokładowy statku (odc. 4),
  - Natalie Alvarez (odc. 15),
  - turystka (odc. 34)
- Maciej Falana –
  - młody Rook Blonko (odc. 16),
  - Młody / Rook Ben (odc. 28)
- Leszek Zduń –
  - Billy Milion (odc. 16),
  - jeden z Galwanian (odc. 22)
- Krzysztof Plewako-Szczerbiński –
  - Mucha (odc. 3, 52),
  - Fachura (odc. 5, 10),
  - Szara Materia (odc. 5, 7, 27, 52),
  - NanoBen,
  - Corvo (odc. 3, 57),
  - jeden z Galwanian (odc. 4),
  - kosmita – sprzedawca (odc. 8),
  - kosmita w toalecie (odc. 9),
  - Inferno (odc. 15),
  - jeden z hydraulików (odc. 15),
  - Ziąb (odc. 18, 41),
  - Raff (odc. 18),
  - Gigantozaur (odc. 20-21, 44),
  - Kickin Hawk (Mega Szpon) (odc. 24-25, 32, 50, 59, 62, 75, 78),
  - Amok (odc. 31),
  - Upchuck (odc. 39),
  - Buzzshock (Przebłysk) (odc. 40, 54),
  - Kwaśny Oddech (odc. 41),
  - Fantom (odc. 42-43),
  - Gazior (odc. 45, 60),
  - De Szrama (odc. 46-48, 71),
  - Scout (odc. 48),
  - 11-letni Albedo (odc. 51, 77),
  - Jerry (odc. 55),
  - Medic (odc. 57, 62),
  - Ditto (odc. 58),
  - Bailiff (odc. 58),
  - Feedback (odc. 59, 61),
  - Elliot (odc. 61),
  - kierowca (odc. 66),
  - Kretowąs (odc. 66),
  - Gutrot (odc. 68),
  - Plazma (odc. 69),
  - Chrono Wkrętak (odc. 79)
- Agnieszka Fajlhauer –
  - Rook Shar (odc. 17, 28, 62),
  - Czarodziejka (odc. 47, 63, 75),
  - pani z zakupami (odc. 71),
  - kierowca autobusu (odc. 71)
- Klaudiusz Kaufmann –
  - Pajęczarz (odc. 1, 5, 7, 18),
  - Szybcior,
  - Ball Weevil,
  - Fachura (odc. 21, 34, 42, 69),
  - jeden z Hydraulików (odc. 23),
  - Raff (odc. 27),
  - jeden z Hydraulików (odc. 29),
  - Snare-oh (odc. 29),
  - jeden z kosmitów w Undertown (odc. 37),
  - Pajachello (odc. 42),
  - Szybkołak (odc. 44),
  - Crashhopper (odc. 46),
  - Kolekcimus (odc. 50),
  - sędzia Domstol (odc. 58),
  - Clyde Five (odc. 61),
  - Szara Materia (odc. 70),
  - Liam (odc. 72),
  - Crashshocker (odc. 73),
  - Upfachura (odc. 73)
- Anna Sroka-Hryń –
  - Sandra Tennyson (odc. 21, 32, 68),
  - Fistina (odc. 37, 57),
  - Molly Gunther (odc. 47, 55),
  - Mama Wredziak (odc. 68)
- Zbigniew Konopka –
  - jeden z Mechamorfów (odc. 22),
  - Waybig (odc. 23, 70-71),
  - Vilgax (odc. 25, 43, 51-52, 68, 77, 80),
  - Terrawiatr (odc. 25, 28),
  - Gniew (odc. 29, 31, 34),
  - Czteroręki (odc. 29, 32, 37, 44, 49, 56, 58),
  - Albedo – Ostateczny Gigantozaur (odc. 37-39),
  - Bill Gacks (odc. 43),
  - Adwaita (odc. 47, 75),
  - Atomix (odc. 48),
  - Szukacz (odc. 54),
  - Najgorszy (odc. 57, 69),
  - Starbeard (odc. 58),
  - Belicus (odc. 58),
  - Zębal (odc. 64),
  - Armo Wiertło (odc. 74),
  - Ujin (odc. 74)
- Robert Tondera –
  - Ben 10.100 (odc. 26),
  - Zombozo (odc. 41),
  - Mechaniczny (odc. 43),
  - Kacz (odc. 46, 48),
  - dr Viktor (odc. 48),
  - Kuphulu (odc. 48),
  - Bykżab (odc. 49),
  - Łebkrab (odc. 53),
  - Kraab (odc. 54),
  - Pułkownik Rozum (odc. 56)
- Artur Kaczmarski – Will Moralista (odc. 29-30)
- Mieczysław Morański –
  - Strachajło (odc. 31),
  - Albedo – Ostateczna Szara Materia (odc. 37-39),
  - Albedo – Szara Materia (odc. 38),
  - Albedo – Ostateczny Głowoskorupiak (odc. 38)
- Barbara Zielińska – Mama Wredziak (odc. 32)
- Miłosz Konkel – Jimmy Jones (odc. 34, 54, 65)
- Małgorzata Boratyńska –
  - Kudłata (odc. 41),
  - Viktoria (odc. 47),
  - Ester (odc. 49, 65, 78),
  - Serena (odc. 58)
- Tomasz Jarosz –
  - Upgrade (odc. 41),
  - Terrawiatr (odc. 49),
  - Diamentogłowy (odc. 50, 52, 56, 61, 64, 69, 77),
  - Toepick (odc. 54),
  - Exo-Czaszka (odc. 65, 69, 73-74, 79),
  - Trombipulor (odc. 72),
  - Mino-Toga (odc. 75),
  - Yetta (odc. 76),
  - Atomix (odc. 77)
- Adam Pluciński – Dante (odc. 42)
- Wojciech Machnicki – Carl Nesmith / Kapitan Nemesis (odc. 53)
- Jacek Wolszczak – Billy Milion (odc. 53)
- Martyna Kowalik –
  - Iskra (odc. 55, 59-60),
  - Luhley (odc. 56, 77),
  - Jennifer Nocturne (odc. 78),
  - Księżniczka Looma (odc. 78)
- Aleksander Mikołajczak – Servantis (odc. 55, 59-60)
- Izabella Bukowska-Chądzyńska – Helen Wheels (odc. 59-60)
- Bernard Lewandowski – Młody / Rook Ben (odc. 62)
- Jan Kulczycki – Szeryf Wat-Senn (odc. 62)
- Paulina Komenda –
  - Subdora (odc. 65, 69, 73, 78-79),
  - Attea (odc. 78)
- Weronika Nockowska – Rojo (odc. 67)
- Józef Pawłowski –
  - Jonzi (odc. 71),
  - Ken Tennyson (odc. 79)
- Stefan Pawłowski – Cooper (odc. 71)
- Sebastian Cybulski –
  - Ben 10.000 (odc. 51-52, 73, 79),
  - kosmita w sklepie pana Baumana (odc. 64),
  - Artie Artefakt (odc. 65),
  - Maltruant (odc. 65),
  - Gigantozaur (odc. 72),
  - Szybkołak (odc. 74)
- Anna Szymańczyk – Fistina (odc. 76)
- Piotr Bajtlik –
  - Charles Zenith (odc. 78),
  - J. Jonah Jomes (odc. 79),
  - Jerzy Waszyngton (odc. 80)

oraz:
- Piotr Bąk –
  - Baniaty (odc. 1),
  - Zombozo (odc. 1)
- Ilona Kuśmierska – Kineceleranka #2 (odc. 8)
- Cezary Nowak –
  - głos w reklamie (odc. 14)
  - Łebkrab,
  - Scout (odc. 46, 48)
- Kinga Tabor – dziewczyna w autobusie (odc. 16)
- Hanna Kinder-Kiss –
  - Rook Bralla (odc. 17),
  - Królowa Burczobrzucha (odc. 18),
  - Kurczak (kosmita) (odc. 19),
  - kosmitka w sklepie Pakmara (odc. 43),
  - Nadszefowa (odc. 60)
- Beata Łuczak –
  - Krowa (kosmita) (odc. 19),
  - Fistina (odc. 21)
- Marek Bocianiak –
  - Hoodlum (odc. 3),
  - jeden z Hydraulików (odc. 13),
  - Upchuck (odc. 18, 33, 52, 55, 57, 69),
  - komentator (odc. 19),
  - Arktiguana (odc. 26),
  - jeden z Inkurzjan (odc. 27),
  - jedna z pcheł Hulex (odc. 31),
  - Doktor Viktor (odc. 46),
  - Mechaniczny (odc. 52, 69-70),
  - Kyle Monitor (odc. 62)
- Mateusz Narloch – Zack Sobota (odc. 24)
- Piotr Warszawski – Doc Sobota (odc. 24)
- Beata Jankowska-Tzimas – Drew Sobota (odc. 24)
- Anna Wodzyńska – Nyancy Chan (odc. 49)
- Barbara Kałużna – Rayona (odc. 49)
- Grzegorz Drojewski –
  - Benevelon (odc. 56),
  - Alan Albright (odc. 59-60)
- Wojciech Chorąży –
  - galvański dowódca (odc. 56),
  - Inspektor numer 13 (odc. 61),
  - Dzikie Pnącze (odc. 62)
- Anna Apostolakis-Gluzińska – Vera Tennyson (odc. 61)
- Tomasz Marzecki – Kundo (odc. 62)
- Izabela Markiewicz

i inni
Tekst piosenki: Andrzej Brzeski
Kierownictwo muzyczne: Piotr Gogol
Śpiewali:
- Magdalena Tul, Artur Bomert, Piotr Gogol (odc. 1-40, 51-80),
- Katarzyna Łaska, Piotr Gogol (odc. 41-50)

Lektor:
- Paweł Bukrewicz (odc. 1-40),
- Marek Ciunel (odc. 41-80)

## Przegląd sezonów
| Sezon | Odcinki    | Tytuł sezonu         | Premiera w Stanach Zjednoczonych | Premiera w Stanach Zjednoczonych | Premiera w Polsce    | Premiera w Polsce    |
| Sezon | Odcinki    | Tytuł sezonu         | Premiera                         | Finał                            | Premiera             | Finał                |
| ----- | ---------- | -------------------- | -------------------------------- | -------------------------------- | -------------------- | -------------------- |
| 1     | 10 (1-10)  | Nowy Początek        | 1 sierpnia 2012                  | 17 listopada 2012                | 26 września 2012     | 6 marca 2013         |
| 2     | 10 (11-20) | Zemsta Malware'a     | 24 listopada 2012                | 2 lutego 2013                    | 13 marca 2013        | 1 maja 2013          |
| 3     | 10 (21-30) | Incursiańska Inwazja | 9 lutego 2013                    | 6 kwietnia 2013                  | 2 października 2013  | 4 grudnia 2013       |
| 4     | 10 (31-40) | Pojedynek Duplikatów | 5 października 2013              | 7 grudnia 2013                   | 9 października 2013  | 22 stycznia 2014     |
| 5     | 10 (41-50) | Galaktyczne Potwory  | 15 lutego 2014                   | 19 kwietnia 2014                 | 11 maja 2014         | 23 maja 2014         |
| 6     | 10 (51-60) | Źli Rootersi         | 6 października 2014              | 17 października 2014             | 25 maja 2014         | 26 listopada 2014    |
| 7     | 10 (61-70) | Wściekły Koszmar     | 20 października 2014             | 31 października 2014             | 27 listopada 2014    | 5 czerwca 2015       |
| 8     | 10 (71-80) | Wojna Czasu          | 3 listopada 2014                 | 14 listopada 2014                | 10 października 2015 | 23 października 2015 |

## Lista odcinków
| Światowa premiera                    | Polska premiera | N/o | Polski tytuł                            | Angielski tytuł                            |
| ------------------------------------ | --------------- | --- | --------------------------------------- | ------------------------------------------ |
|                                      |                 |     |                                         |                                            |
| SERIA PIERWSZA (Nowy Początek)       |                 |     |                                         |                                            |
|                                      |                 |     |                                         |                                            |
| 01.08.2012                           | 26.09.2012      | 01  | Wiele zmian                             | The More Things Change                     |
|                                      |                 |     | Wiele zmian                             | The More Things Change                     |
| 22.09.2012                           | 26.09.2012      | 02  | Wiele zmian                             | The More Things Change                     |
|                                      |                 |     |                                         |                                            |
| 29.09.2012                           | 03.10.2012      | 03  | Starzy znajomi                          | A Jolt from the Past                       |
|                                      |                 |     |                                         |                                            |
| 06.10.2012                           | 10.10.2012      | 04  | Helisa zguby                            | Trouble Helix                              |
|                                      |                 |     |                                         |                                            |
| 13.10.2012                           | 17.10.2012      | 05  | Uwolnić Skrzegita                       | Have I Got a Deal for You!                 |
|                                      |                 |     |                                         |                                            |
| 20.10.2012                           | 24.10.2012      | 06  | Mrowisko                                | It Was Them!                               |
|                                      |                 |     |                                         |                                            |
| 27.10.2012                           | 31.10.2012      | 07  | Cześć i dzięki za koktajle              | So Long, and Thanks for All the Smoothies! |
|                                      |                 |     |                                         |                                            |
| 03.11.2012                           | 07.11.2012      | 08  | Ester                                   | Hot Stretch                                |
|                                      |                 |     |                                         |                                            |
| 10.11.2012                           | 06.03.2013      | 09  | Drapieżniki i ofiary                    | Of Predators and Prey                      |
|                                      |                 |     | Drapieżniki i ofiary                    | Of Predators and Prey                      |
| 17.11.2012                           | 06.03.2013      | 10  | Drapieżniki i ofiary                    | Of Predators and Prey                      |
|                                      |                 |     |                                         |                                            |
| SERIA DRUGA (Zemsta Malware'a)       |                 |     |                                         |                                            |
|                                      |                 |     |                                         |                                            |
| 24.11.2012                           | 13.03.2013      | 11  | Gorzej już nie będzie                   | Outbreak                                   |
|                                      |                 |     |                                         |                                            |
| 01.12.2012                           | 14.11.2012      | 12  | Wszystkiego najlepszego                 | Many Happy Returns                         |
|                                      |                 |     |                                         |                                            |
| 08.12.2012                           | 21.11.2012      | 13  | Na rybach                               | Gone Fishin’                               |
|                                      |                 |     |                                         |                                            |
| 15.12.2012                           | 20.03.2013      | 14  | Blukic i Driba wybierają się na koktajl | Blukic & Driba Go to Mr. Smoothy’s         |
|                                      |                 |     |                                         |                                            |
| 22.12.2012                           | 27.03.2013      | 15  | Znowu Malware                           | Malefactor                                 |
|                                      |                 |     |                                         |                                            |
| 05.01.2013                           | 03.04.2013      | 16  | Promień zdziecinnienia                  | Arrested Development                       |
|                                      |                 |     |                                         |                                            |
| 12.01.2013                           | 10.04.2013      | 17  | Powrót na Revonę                        | Bros in Space                              |
|                                      |                 |     |                                         |                                            |
| 19.01.2013                           | 23.10.2013      | 18  | Znowu Ben                               | Ben Again                                  |
|                                      |                 |     |                                         |                                            |
| 26.01.2013                           | 24.04.2013      | 19  | Bar 23                                  | Store 23                                   |
|                                      |                 |     |                                         |                                            |
| 02.02.2013                           | 01.05.2013      | 20  | Przesyłka specjalna                     | Special Delivery                           |
|                                      |                 |     |                                         |                                            |
| SERIA TRZECIA (Incursiańska Inwazja) |                 |     |                                         |                                            |
|                                      |                 |     |                                         |                                            |
| 09.02.2013                           | 02.10.2013      | 21  | Ostateczna rozgrywka                    | Showdown                                   |
|                                      | 02.10.2013      |     | Ostateczna rozgrywka                    | Showdown                                   |
| 16.02.2013                           | 02.10.2013      | 22  | Ostateczna rozgrywka                    | Showdown                                   |
|                                      |                 |     |                                         |                                            |
| 23.02.2013                           | 17.04.2013      | 23  | Niestrawność                            | Tummy Trouble                              |
|                                      |                 |     |                                         |                                            |
| 02.03.2013                           | 16.10.2013      | 24  | W kazamatach                            | Vilgax Must Croak!!                        |
|                                      |                 |     |                                         |                                            |
| 09.03.2013                           | 06.11.2013      | 25  | Gdy cię nie było                        | While You Were Away!                       |
|                                      |                 |     |                                         |                                            |
| 16.03.2013                           | 13.11.2013      | 26  | Żaby wojny                              | The Frogs of War                           |
| 16.03.2013                           | 13.11.2013      |     |                                         | The Frogs of War                           |
| 16.03.2013                           | 13.11.2013      | 27  | Żaby wojny                              | The Frogs of War                           |
|                                      |                 |     |                                         |                                            |
| 23.03.2013                           | 25.09.2013      | 28  | Powrót narzeczonej                      | Rules of Engagement                        |
|                                      |                 |     |                                         |                                            |
| 30.03.2013                           | 30.10.2013      | 29  | Kacz                                    | Rad                                        |
|                                      |                 |     |                                         |                                            |
| 06.04.2013                           | 04.12.2013      | 30  | Promień transmutacji                    | Evil’s Encore                              |
|                                      |                 |     |                                         |                                            |
| SERIA CZWARTA (Pojedynek Duplikatów) |                 |     |                                         |                                            |
|                                      |                 |     |                                         |                                            |
| 05.10.2013                           | 09.10.2013      | 31  | Na szczęście jest sobota                | T.G.I.S.                                   |
|                                      |                 |     |                                         |                                            |
| 12.10.2013                           | 20.11.2013      | 32  | Pertraktacje                            | Food Around the Corner                     |
|                                      |                 |     |                                         |                                            |
| 19.10.2013                           | 27.11.2013      | 33  | Zaginiony syn                           | O Mother, Where Art Thou?                  |
|                                      |                 |     |                                         |                                            |
| 26.10.2013                           | 11.12.2013      | 34  | Powrót Wiecznych Rycerzy                | Return to Forever                          |
|                                      |                 |     |                                         |                                            |
| 02.11.2013                           | 18.12.2013      | 35  | Błoto nie woda                          | Mud Is Thicker Than Water                  |
|                                      |                 |     |                                         |                                            |
| 09.11.2013                           | 25.12.2013      | 36  | Otto                                    | OTTO Motives                               |
|                                      |                 |     |                                         |                                            |
| 16.11.2013                           | 01.01.2014      | 37  | Przemytnik                              | The Ultimate Heist                         |
|                                      |                 |     |                                         |                                            |
| 23.11.2013                           | 08.01.2014      | 38  | Za potęgę mózgu                         | A Fistful of Brains                        |
|                                      |                 |     |                                         |                                            |
| 30.11.2013                           | 15.01.2014      | 39  | Za jeszcze większą potęgę               | For a Few Brains More                      |
|                                      |                 |     |                                         |                                            |
| 07.12.2013                           | 22.01.2014      | 40  | Potwór dziadka Maxa                     | Max’s Monster                              |
|                                      |                 |     |                                         |                                            |
| SERIA PIĄTA (Galaktyczne Potwory)    |                 |     |                                         |                                            |
|                                      |                 |     |                                         |                                            |
| 15.02.2014                           | 11.05.2014      | 41  | Powrót klauna                           | Something Zombozo This Way Comes           |
|                                      |                 |     |                                         |                                            |
| 22.02.2014                           | 13.05.2014      | 42  | Zed i ekipa detektywów                  | Mystery, Incorporeal                       |
|                                      |                 |     |                                         |                                            |
| 01.03.2014                           | 14.05.2014      | 43  | Bill Gack                               | Bengeance Is Mine!                         |
|                                      |                 |     |                                         |                                            |
| 08.03.2014                           | 15.05.2014      | 44  | Szybkołak w Londynie                    | An American Benwolf in London              |
|                                      |                 |     |                                         |                                            |
| 15.03.2014                           | 16.05.2014      | 45  | Ponownie przyszłość                     | Animo Crackers                             |
|                                      |                 |     |                                         |                                            |
| 22.03.2014                           | 19.05.2014      | 46  | Kto jest potworem                       | Rad Monster Party                          |
|                                      |                 |     |                                         |                                            |
| 29.03.2014                           | 20.05.2014      | 47  | Na zamku De Szramy                      | Chared, I'm Sure!                          |
|                                      |                 |     |                                         |                                            |
| 05.04.2014                           | 21.05.2014      | 48  | Fangampir                               | The Vampire Strikes Back                   |
|                                      |                 |     |                                         |                                            |
| 12.04.2014                           | 22.05.2014      | 49  | Mój ci on                               | Catfight                                   |
|                                      |                 |     |                                         |                                            |
| 19.04.2014                           | 23.05.2014      | 50  | Kolekcja                                | Collect This!                              |
|                                      |                 |     |                                         |                                            |
| SERIA SZÓSTA (Źli Rootersi)          |                 |     |                                         |                                            |
|                                      |                 |     |                                         |                                            |
| 06.10.2014                           | 25.05.2015      | 51  | I nie było żadnego                      | And Then There Were None                   |
|                                      |                 |     |                                         |                                            |
| 07.10.2014                           | 26.05.2015      | 52  | I pojawił się Ben                       | And Then There Was Ben                     |
|                                      |                 |     |                                         |                                            |
| 08.10.2014                           | 17.11.2014      | 53  | Mściciele                               | The Vengers                                |
|                                      |                 |     |                                         |                                            |
| 09.10.2014                           | 18.11.2014      | 54  | Wypluj to                               | Cough It Up!                               |
|                                      |                 |     |                                         |                                            |
| 10.10.2014                           | 19.11.2014      | 55  | Korzenie wszelkiego zła                 | The Rooters of All Evil                    |
|                                      |                 |     |                                         |                                            |
| 13.10.2014                           | 20.11.2014      | 56  | Blukic i Driba lecą do strefy 51        | Blukic and Driba Go to Area 51             |
|                                      |                 |     |                                         |                                            |
| 14.10.2014                           | 21.11.2014      | 57  | Zero honoru pośród brachów              | No Honor Among Bros                        |
|                                      |                 |     |                                         |                                            |
| 15.10.2014                           | 24.11.2014      | 58  | Kosmos przeciwko Tennysonowi            | Universe vs. Tennyson                      |
|                                      |                 |     |                                         |                                            |
| 16.10.2014                           | 25.11.2014      | 59  | Broń 11                                 | Weapon XI                                  |
|                                      |                 |     | Broń 11                                 | Weapon XI                                  |
| 17.10.2014                           | 26.11.2014      | 60  | Broń 11                                 | Weapon XI                                  |
|                                      |                 |     |                                         |                                            |
| SERIA SIÓDMA (Wściekły Koszmar)      |                 |     |                                         |                                            |
|                                      |                 |     |                                         |                                            |
| 20.10.2014                           | 27.11.2014      | 61  | Clyde Five                              | Clyde Five                                 |
|                                      |                 |     |                                         |                                            |
| 21.10.2014                           | 28.11.2014      | 62  | Obrońca tradycji                        | Rook Tales                                 |
|                                      |                 |     |                                         |                                            |
| 22.10.2014                           | 27.05.2015      | 63  | Szkoła czarów                           | Charm School                               |
|                                      |                 |     |                                         |                                            |
| 23.10.2014                           | 28.05.2015      | 64  | Ballada o panu Bauannie                 | The Ballad of Mr. Baumann                  |
|                                      |                 |     |                                         |                                            |
| 24.10.2014                           | 29.05.2015      | 65  | Wystawa w muzeum                        | Fight at the Museum                        |
|                                      |                 |     |                                         |                                            |
| 27.10.2014                           | 01.06.2015      | 66  | Siłka                                   | Breakpoint                                 |
|                                      |                 |     |                                         |                                            |
| 28.10.2014                           | 02.06.2015      | 67  | Argistix Security                       | The Color of Monkey                        |
|                                      |                 |     |                                         |                                            |
| 29.10.2014                           | 03.06.2015      | 68  | Powrót Wredziaków                       | Vreedlemania                               |
|                                      |                 |     |                                         |                                            |
| 30.10.2014                           | 04.06.2015      | 69  | Świat wściekłego Bena                   | It’s a Mad, Mad, Mad Ben World             |
|                                      |                 |     | Świat wściekłego Bena                   | It’s a Mad, Mad, Mad Ben World             |
| 31.10.2014                           | 05.06.2015      | 70  | Świat wściekłego Bena                   | It’s a Mad, Mad, Mad Ben World             |
|                                      |                 |     |                                         |                                            |
| SERIA ÓSMA (Wojna Czasu)             |                 |     |                                         |                                            |
|                                      |                 |     |                                         |                                            |
| 03.11.2014                           | 10.10.2015      | 71  | Od Hedorium do ciemności                | From Hedorium to Eternity                  |
|                                      |                 |     |                                         |                                            |
| 04.11.2014                           | 13.10.2015      | 72  | Przyklejony                             | Stuck on You!                              |
|                                      |                 |     |                                         |                                            |
| 05.11.2014                           | 14.10.2015      | 73  | Powtórka z czasów wojny                 | Let's Do the Time War Again!               |
|                                      |                 |     |                                         |                                            |
| 06.11.2014                           | 15.10.2015      | 74  | Tajemnica Dos Santos                    | Secret of Dos Santos                       |
|                                      |                 |     |                                         |                                            |
| 07.11.2014                           | 16.10.2015      | 75  | W torbie Czarodziejki                   | Third Time's a Charm                       |
|                                      |                 |     |                                         |                                            |
| 10.11.2014                           | 19.10.2015      | 76  | Końcowe odliczanie                      | Final Countdown                            |
|                                      |                 |     |                                         |                                            |
| 11.11.2014                           | 20.10.2015      | 77  | Malgax atakuje                          | Malgax Attacks                             |
|                                      |                 |     |                                         |                                            |
| 12.11.2014                           | 21.10.2015      | 78  | Pyszny turniej                          | Most Dangerous Game Show                   |
|                                      |                 |     |                                         |                                            |
| 13.11.2014                           | 22.10.2015      | 79  | Koniec pewnej ery                       | The End of an Era                          |
|                                      |                 |     |                                         |                                            |
| 14.11.2014                           | 23.10.2015      | 80  | Nowy wszechswiat                        | A New Dawn                                 |
|                                      |                 |     |                                         |                                            |